# Dekanat Szczecin-Śródmieście

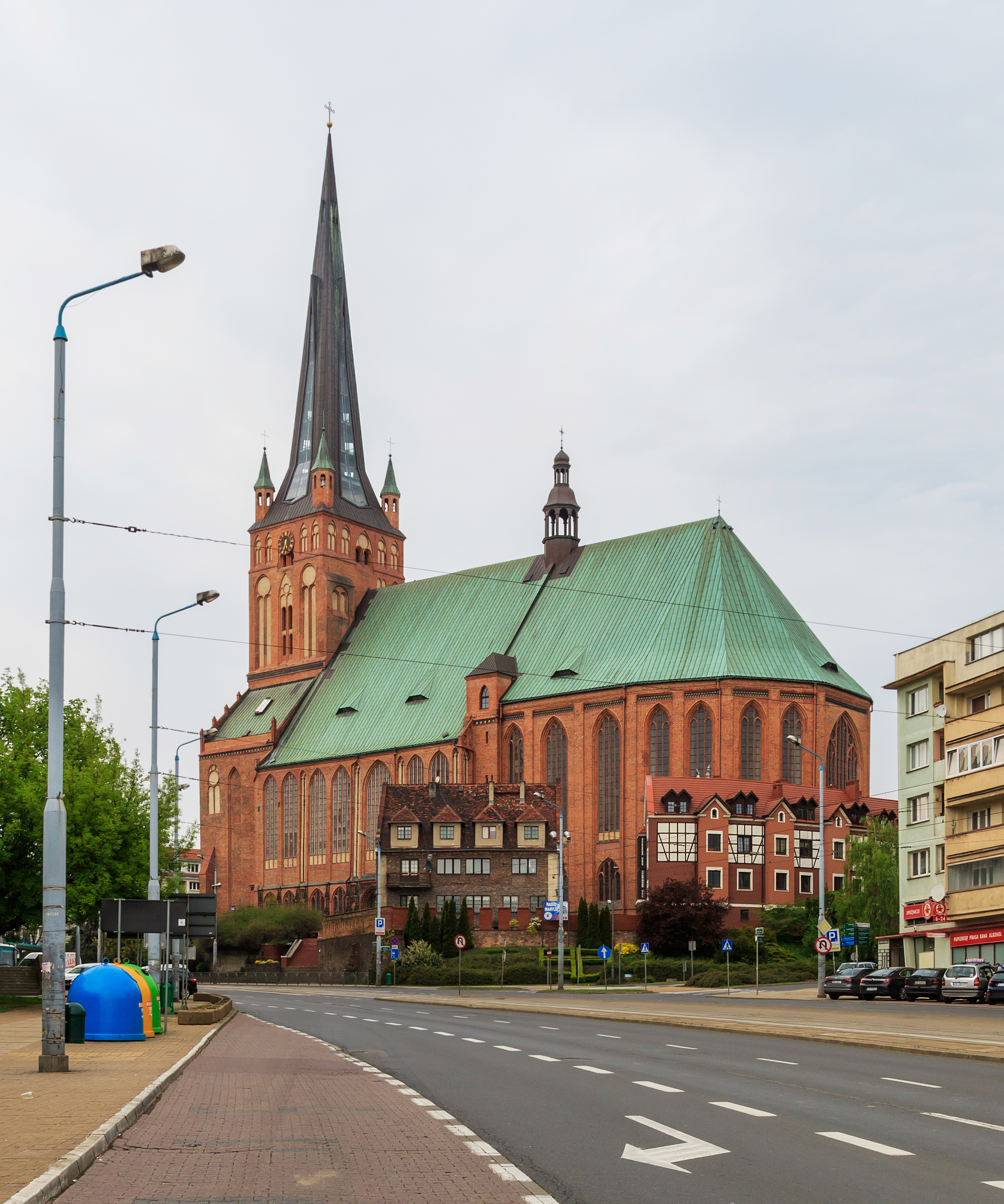
Katedra w Szczecinie

Dekanat Szczecin-Śródmieście – jeden z siedmiu dekanatów w Szczecinie, w archidiecezji szczecińsko-kamieńskiej.

## Parafie
- Szczecin - Parafia Najświętszego Serca Pana Jezusa w Szczecinie
- Szczecin - Parafia św. Andrzeja Boboli w Szczecinie
- Szczecin - Parafia św. Jakuba Apostoła w Szczecinie
- Szczecin - Parafia św. Jana Chrzciciela w Szczecinie
- Szczecin - Parafia św. Jana Ewangelisty w Szczecinie

## Funkcje w dekanacie
- Dziekan:  ks. prałat dr Aleksander Ziejewski
- Wicedziekan: ks. mgr Karol Kozłowski [1]
- Ojciec duchowy: ks. mgr Sławomir Burakowski TChr